# HTBLVA Graz-Ortweinschule
Die HTBLVA Graz-Ortweinschule ist eine  Höhere technische Bundeslehr- und Versuchsanstalt im Bezirk Geidorf der Stadt Graz in der Steiermark.

## Geschichte
Erzherzog Johann gründete einen Gewerbeverein, welcher 1837 am Joanneum eine Zeichenklasse für Tischler, Schlosser, Maurer und Zimmerleute einrichtete. Im Rahmen des Gewerbevereins begann 1866 auch eine „Winterschule“ für Baumeister und Poliere.
1872 gründete der Gewerbeverein den Steiermärkischen Kunstindustrieverein im Schießstattgebäude in der Pfeifengasse, dem späteren Ortweinplatz. Das Schießstattgebäude wurde umfassend umgebaut, und 1876 wurde die Schule mit Direktor August Ortwein (1936–1900) zur Staatsgewerbeschule erhoben, und neben der Winterschule wurde eine Jahresfachschule für Hoch- und Tiefbau eingerichtet.

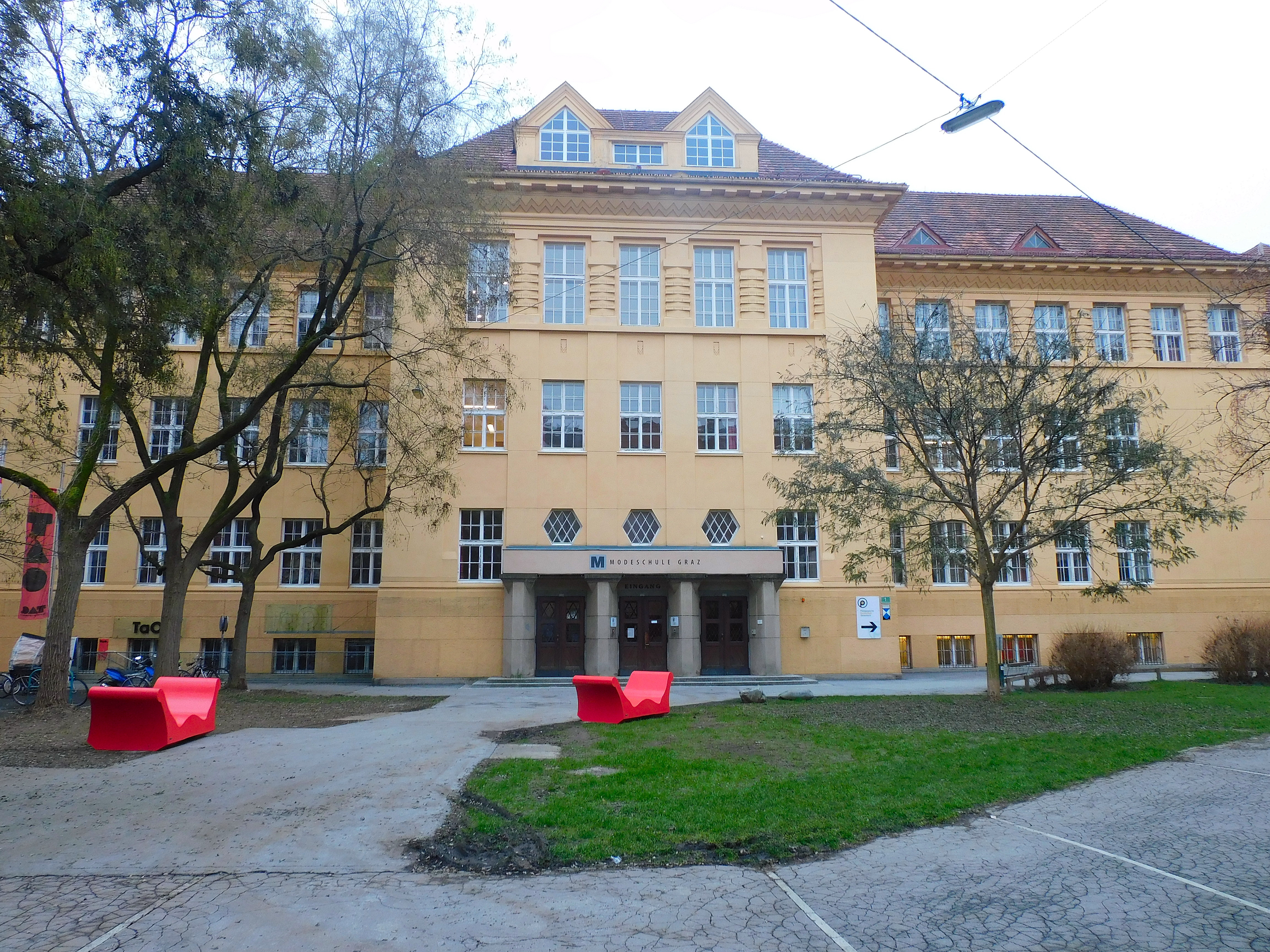
Der Schulbau aus 1925/1936 im Werkbundstil am Ortweinplatz, seit 2012 Modeschule Graz

Mit der Ausgliederung der Fachrichtungen Maschinenbau und Elektrotechnik entstand 1919 die Höhere technische Bundeslehr- und Versuchsanstalt Graz-Gösting und die Umbenennung der Staatsgewerbeschule in Bundeslehranstalt für das Baufach und Kunstgewerbe. Von 1926 bis 1932 wurde am Ortweinplatz ein Schulneubau nach den Plänen des Architekten Adolf Ritter von Inffeld erbaut.
Seit 1987 befindet sich die Schule in neuen Gebäuden an der Körösistraße im Bezirk Geidorf. Die südlich an das Schulgelände anliegende kleine Querstraße zum Murufer wird Ortweingasse genannt.

## Bildungsangebote
Höhere Abteilung für Bautechnik
- Hochbau
- Tiefbau
- Holzbau
- Bauwirtschaft

Höhere Abteilung für Kunst und Design
- Grafik- und Kommunikationsdesign
- Film und MultimediaArt
- Fotografie und MultimediaArt
- Innenarchitektur Raum- und Objektgestaltung
- Produktdesign Präsentation
- Bildhauerei Objektdesign Restaurierung
- Keramik Art Craft
- Schmuck Metall Design

## Leitung
- 1876–1879 August Ortwein
- 1879–1902 Carl Lauzil
- 1902–1911 August Gunolt
- 1919–1934 Adolf von Inffeld
- 1934–1935 Ferdinand Pamberger
- 1935–1938 Eduard Populorum
- 1940–1945 Rudolf Hofer
- 1945–1949 Eduard Populorum
- 1956–1974 Otto Pilecky
- 1974–1991 Horst Altenburger
- 1991–1993 Peter Trummer
- 1993–2012 Reinhold Neumann
- 2012 Friederike El-Heliebi
- seit 2012 Manfred Kniepeiss

## Ehemalige Lehrer
- Leopold Theyer (1851–1937), Architekt, von 1887 bis 1906
- Hans Brandstetter (1854–1925), Bildhauer und Holzschnitzer, von 1891 bis 1914
- Friedrich Sigmundt (1856–1917), Architekt, von 1891 bis 1914
- Leo Diet (1857–1942), Maler und Erfinder, von 1895 bis 1914
- Wilhelm Gösser (1881–1966), Bildhauer, von 1920 bis 1945
- Walter von Semetkowski (1886–1965), Kunsthistoriker, von 1921 bis 1936
- Hans Adametz (1896–1966), ab 1922[5]
- Rudolf Szyszkowitz (1905–1976), Maler, von 1936 bis 1967
- Alfred Wickenburg (1885–1978), Maler und Grafiker, von 1937 bis 1952
- Fritz Silberbauer (1883–1974), Maler und Grafiker, von 1937 bis 1945
- Alexander Silveri (1910–1986), Bildhauer, von 1945 bis 1972
- Walter Ritter (1905–1986), Bildhauer, von 1946 bis 1948
- Karl Lebwohl (1906–1979), Architekt, von 1950 bis 1960
- Hans Wolf (1921–1972), Maler, von 1955 bis 1972
- Adolf Osterider (1924–2019), Maler, von 1956 bis 1986
- Ulf Mayer (1926–2018), Bildhauer, von 1961 bis 1987
- Franz Rogler (1921–1994), Maler, Grafiker und Bildhauer, von 1958 bis 1981
- Richard Kriesche (* 1940), Medienkünstler, von 1963 bis 1967 und 1969 bis 1990
- Werner Fenz (1944–2016), Kunsthistoriker, von 1970 bis 1976
- Josef Pillhofer (1921–2010), Bildhauer, von 1970 bis 1981
- Dieter Pochlatko (* 1943), Filmproduzent, von 1978 bis 1988
- Richard Frankenberger (* 1947), Maler und Bildhauer, von 1981 bis 2010
- Gerhard Lojen (1935–2005), Maler und Architekt, von 1987 bis 2000

## Ehemalige Studenten
- Franz Josef Altenburg (1941–2021), Keramikkünstler und Bildhauer
- Gustinus Ambrosi (1893–1975), Bildhauer und Lyriker
- Maria Assunta Arbesser von Rastburg (1884–1971), Malerin und Holzplastikerin
- Werner Augustiner (1922–1986), Maler
- Annemarie Avramidis (1939–2013), Bildhauerin und Dichterin
- Marie Baselli (1862–1924), Malerin und Grafikerin
- Gudrun Baudisch-Wittke (1907–1982), Keramikerin, Bildhauerin und Malerin
- Maria Biljan-Bilger (1912–1997), Bildhauerin und Künstlerin der angewandten Kunst für Keramik und Textiles
- Erwin Bohatsch (* 1951), Maler
- Friedrich Bouvier (* 1943), Architekt und Denkmalpfleger
- Gerald Brettschuh (* 1941), Maler und Grafiker
- Günter Brus (1938–2024), Aktionskünstler und Maler
- Roswitha Dautermann (* 1962), Keramikerin, Malerin und Illustratorin
- Mario Decleva (1930–1979), Maler, Grafiker und Pädagoge
- Manfred Erjautz (* 1966), Bildhauer und Objektkünstler
- Peter Fellin (1920–1999), Maler
- Karl Fischl (1871–1937), Architekt
- Hans-Werner Frömmel (* 1942), Unternehmer
- Johann Fruhmann (1928–1985), Maler
- Christine de Grancy (1942–2025), Fotografin
- Stefanie Grüssl (* 1960), Malerin, Fotografin und Designerin
- Jorg Hartig (1932–2019), Maler
- Wolfgang Herzig (* 1941), Maler
- Erwin Huber (1929–2006), Bildhauer
- Fritz Hartlauer (1919–1985), Bildhauer, Grafiker und Maler
- Klaus Kada (* 1940), Architekt
- Ulrike Kaufmann (1953–2014), Schauspielerin, Bühnen- und Kostümbildnerin
- Rudolf Kedl (1928–1991), Bildhauer
- Michael Kienzer (* 1962), Objekt- und Installationskünstler
- Uwe Kohlhammer (1968–2021), Maler, Grafiker
- Marion Kreiner (* 1981), Snowboarderin
- Monika Martin (* 1962), Sängerin
- Fritz Martinz (1924–2002), Maler und Grafiker
- Gerhardt Moswitzer (1940–2013), Bildhauer und Medienkünstler
- Luis Murschetz (* 1936), Karikaturist und Autor
- Friederike Johanna Nestler-Rebeau (* 1938), Installations- und Objektkünstlerin sowie Fotografin
- Karl Neubacher (1926–1978), Grafikdesigner und Medienkünstler
- Fritz Panzer (* 1945), Bildhauer, Maler und Zeichner
- Jos Pirkner (* 1927), Bildhauer
- Jože Plečnik (1872–1957), Architekt
- Klaus Reisinger (* 1939), Maler und Grafiker
- Josef Reschen (* 1941), Ingenieur und Politiker
- Franz Ringel (1940–2011), Maler
- Franz Leopold Schmelzer (* 1965), Film- und Fernsehregisseur
- Martin Schnur (* 1964), Maler
- Werner Schwab (1958–1994), Schriftsteller und Dramatiker
- Werner Seidl (1914–1941), Bildhauer
- Soap&Skin (* 1990), Musikerin, Sängerin, Komponistin, Produzentin und Schauspielerin
- Erich Unterweger (1928–2007), Bildhauer
- Günter Waldorf (1924–2012), Maler, Zeichner und Boxer
- Susanne Wenger (1915–2009), Malerin, Grafikerin und Textilkünstlerin
- Markus Wilfling (* 1966), Künstler
- Manfred Willmann (* 1952), Fotograf
- Erich Wonder (* 1944), Bühnenbildner
- Franz Yang-Močnik (* 1951), Maler, Zeichner und Bildhauer